# デヴィス・エパシ
デヴィス・エパシ（Devis Epassy、1993年2月2日 - ）は、フランス・ソワジー＝ス＝モンモレンシー出身のプロサッカー選手。サウジ・プロ・リーグ・アブハー所属。カメルーン代表。ポジションはGK。

## 経歴
フランス生まれだが、カメルーン代表を選択している。
2021年6月、カメルーン代表に招集された。同年6月8日に行われたナイジェリア代表との親善試合で代表デビューを果たした。
2022 FIFAワールドカップに出場し、グループステージ第3戦のブラジル戦では、多くのシュートを打たれたが、得点を取らせず1-0で勝利し、この試合のマン・オブ・ザ・マッチに選ばれた。

## 代表歴

### 出場大会
- カメルーン代表
  - 2022 FIFAワールドカップ

### 試合数
- 国際Aマッチ 9試合 0得点（2021年-）[5]

| カメルーン代表 | 国際Aマッチ | 国際Aマッチ |
| 年             | 出場        | 得点        |
| -------------- | ----------- | ----------- |
| 2021           | 5           | 0           |
| 2022           | 2           | 0           |
| 2023           | 2           | 0           |
| 通算           | 9           | 0           |